# Tanner Cohen
Tanner Cohen (1986) è un attore statunitense.

## Biografia
Ha fatto il suo debutto nel mondo dello spettacolo nel 2006 con un ruolo ricorrente nella soap opera Così gira il mondo, mentre l'anno successivo ha fatto il esordio cinematografico accanto a Uma Thurman in Davanti agli occhi. Nel 2008 ha recitato come protagonista di Were the World Mine. Dopo essersi laureato all'UCLA nel 2009, Cohen ha recitato nel film The Go Doc Project e nelle serie televisive Royal Pains e Looking.
Cohen è ebreo e dichiaratamento omosessuale. Suo fratello è l'attore David Oliver Cohen.

## Filmografia parziale

### Cinema
- Davanti agli occhi (The Life Before Her Eyes), regia di Vadim Perelman (2007)
- Were The World Mine, regia di Tom Gustafson (2008)
- The Go Doc Project (Getting Go: The Go Doc Project), regia di Cory Krueckeberg (2013)

### Televisione
- Così gira il mondo (As the World Turns) – serie TV, 5 episodi (2006)
- Royal Pains – serie TV, 1 episodio (2014)
- Looking – serie TV, 2 episodi (2014-2015)